# Manjungan
Manjungan is een bestuurslaag in het regentschap Klaten van de provincie Midden-Java, Indonesië. Manjungan telt 1878 inwoners (volkstelling 2010).